# Sunday Morning (singel The Velvet Underground)
Sunday Morning – drugi singel zapowiadający  debiutancki album amerykańskiej grupy rockowej The Velvet Underground The Velvet Underground & Nico. Stroną B utworu jest singel „Femme Fatale”.